# Bernitz (Oberfranken)

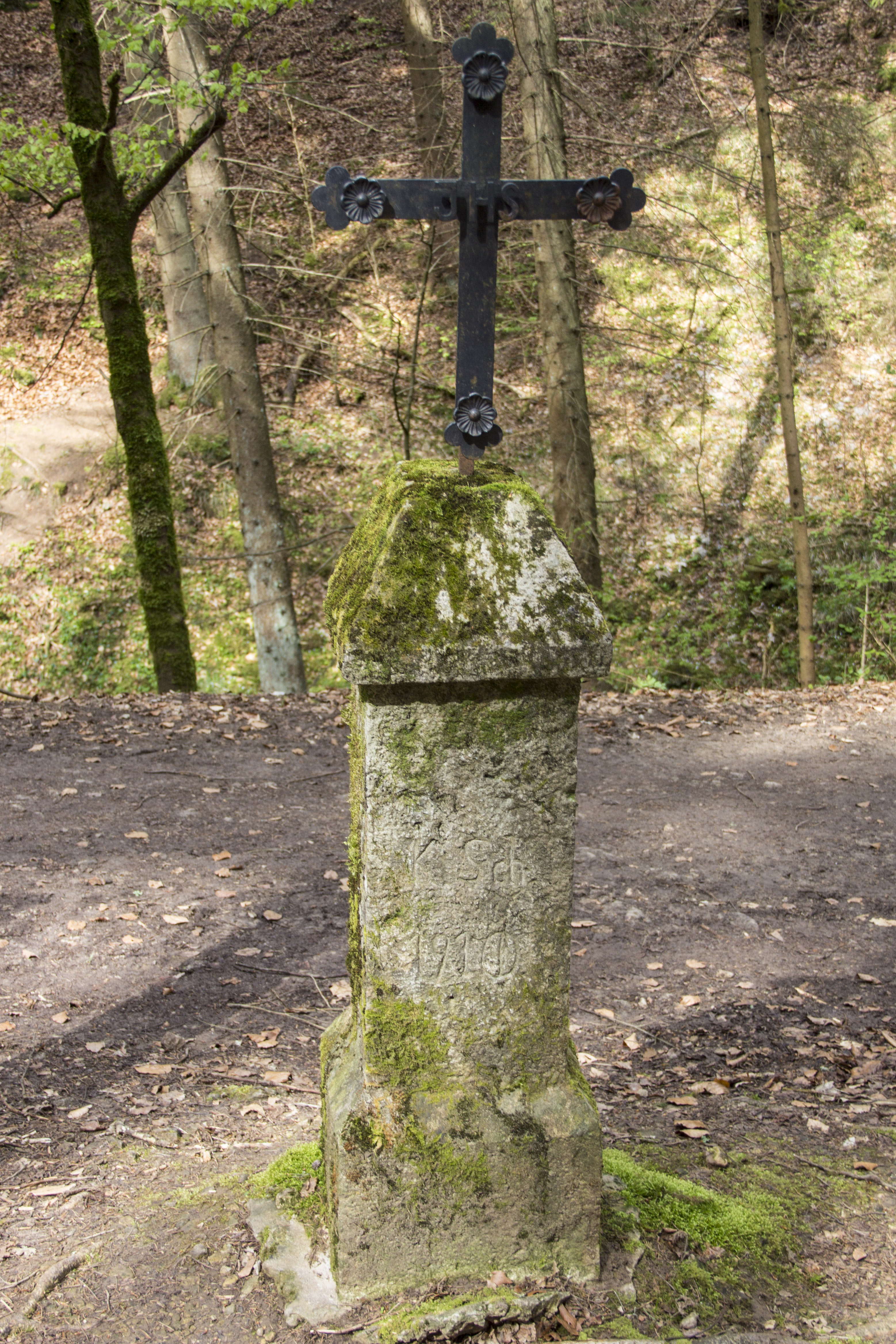
Sühnekreuz auf der Bernitz

Die Bernitz bezeichnet eine etwa 400 Hektar große Hochfläche in der Fränkischen Schweiz im Regierungsbezirk Oberfranken.

## Geographie
Das Gebiet liegt knapp zwei Kilometer südöstlich von Pottenstein und erstreckt sich bis Elbersberg. Der Höhenzug liegt zwischen 450 und 485 Meter über NHN und wird nördlich von dem tief in den Fränkischen Jura eingekerbten Tal der Püttlach begrenzt. Westlich fällt das Gelände über 70 Höhenmeter schroff zum Tal des Weihersbaches hin ab, der dort den Schöngrund-Stausee speist. Die höchsten Erhebungen erreichen knapp 500 Meter über NHN.
Von der Bundesstraße 470 aus ist die Bernitz-Hochebene über eine steile Gemeindestraße in Serpentinen zu erreichen. Von Pottenstein aus führt eine Gemeindestraße hindurch, die jedoch ab der Finkenleite bis Elbersberg nur geschottert und einspurig ausgeführt ist. Zahlreiche unbefestigte Forststraßen erschließen das Areal für landwirtschaftliche Zwecke.

## Geschichte

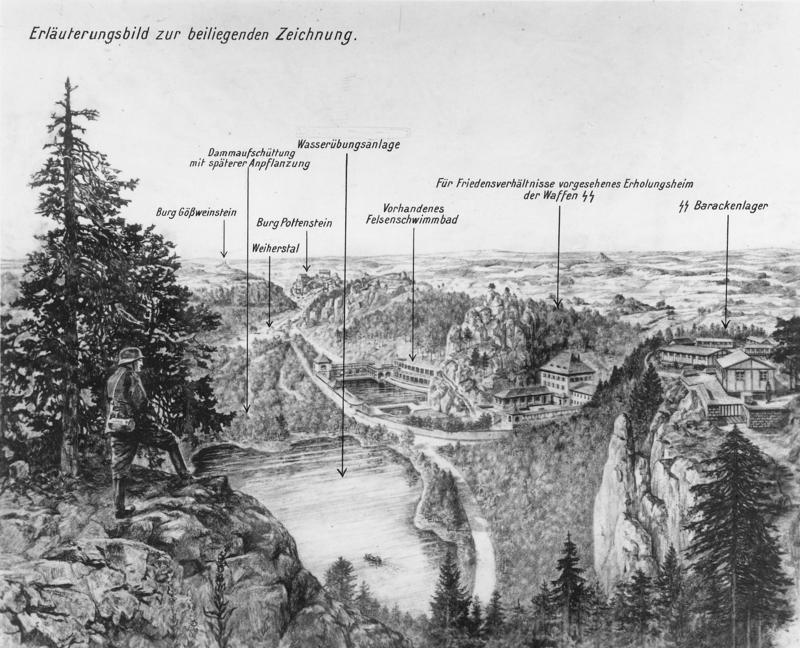
Lage des SS-Karstwehr-Lagers auf der Bernitz 1942, rechts

Die zahlreichen Karsthöhlen der Gegend boten wohl schon in der Voreiszeit Schutz und Unterschlupf. Westlich, direkt unterhalb der Bernitz befindet sich der Eingang zu der Teufelshöhle, in der u. a. das vollständige Skelett eines Höhlenbären ausgegraben wurde. Die Bären waren auch namensstiftend für die Bernitz als Kurzform für: da wo die Bären sitzen. Das Gebiet war lange unbesiedelt. Nennenswerte historische Fundhorizonte setzen zur karolingischen Zeit ein. Im Mittelalter wurde das Gebiet zunehmend land- und fischereiwirtschaftlich genutzt. Es finden sich Sühne- und Wegkreuze, Marterl und kleine Feldkapellen. Um 1800 hatten Pottenstein und Elbersberg, das damals ebenfalls Bernitz hieß, bereits fast ihre heutige flächenmäßige Ausdehnung erreicht.

### Lager Bernitz
Im Herbst 1942 wurde auf der Bernitz die Ausbildungskompanie der SS-Karstwehr unter der Führung von Hans Brand stationiert, und Lagerbaracken für 600 Rekruten errichtet. Zu den Bauarbeiten wurden bis zu 700 Zwangsarbeiter herangezogen. 300 dieser „Häftlinge“ aus ganz Europa waren zunächst in einer beheizbaren Scheune in Pottenstein untergebracht, die als ein Außenlager des Konzentrationslagers Flossenbürg östlich von Nürnberg galt. 
Außerhalb des Lagers entstanden Pferdeställe und der Schöngrundsee (als „Wasserübungsanlage“, siehe Übersichtsbild rechts), um und in der Teufelshöhle erfolgten Veränderungen, Straßen wurden gebaut. 
Im Vollausbau umfasste das Lager Bernitz einen Exerzier- und Sportplatz, 16 Schießstände, hiervon 3 Scharfschützenbahnen, insgesamt 27 Gebäude, davon 10 Mannschaftsbaracken à 500 m² sowie Ställe für 350 Pferde, Hallen für 100 Fahrzeuge, 5 Klettergärten, 6 Höhlen und 2 bergmännische Schachtanlagen. Auch in den Nachbarorten wurden Ställe mitbenutzt. Ab August 1943 wurden Truppenteile aus der Bernitz nach Kärnten verlegt, ab November 1943 auch nach Italien und Slowenien. Das Lager änderte sich in der Folgezeit vom Ausbildungsstandort zum Gefangenenlager. Die Versorgungslage galt dort als vergleichsweise gut. Zum Kriegsende herrschte Munitions- und Treibstoffmangel.

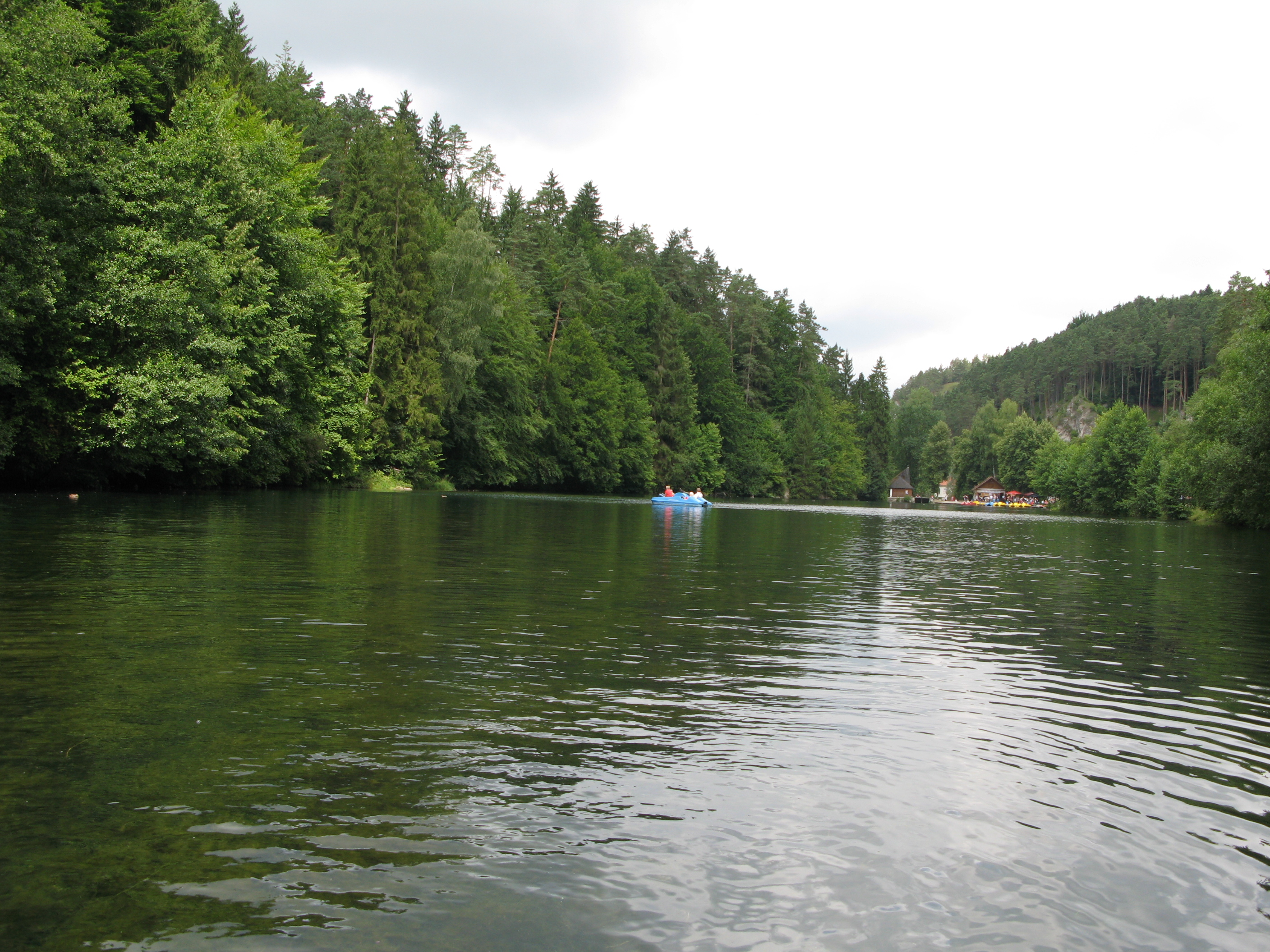
Schöngrund-Stausee
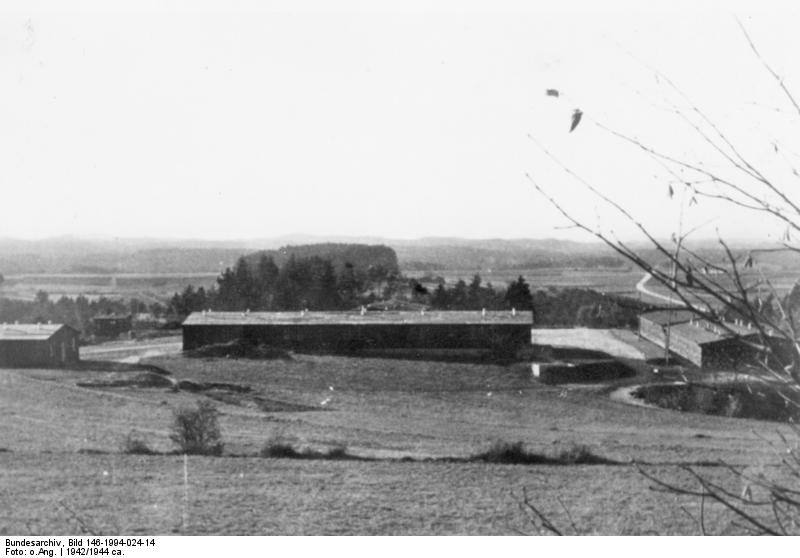
Barackenlager der SS-Karstwehr-Ausbildungskompanie, Bernitz, 1942
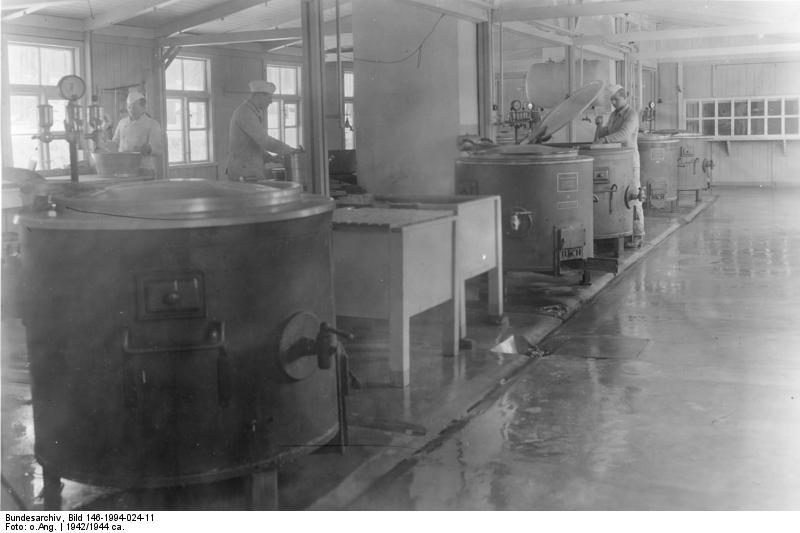
Küche des Lager Bernitz, 1944
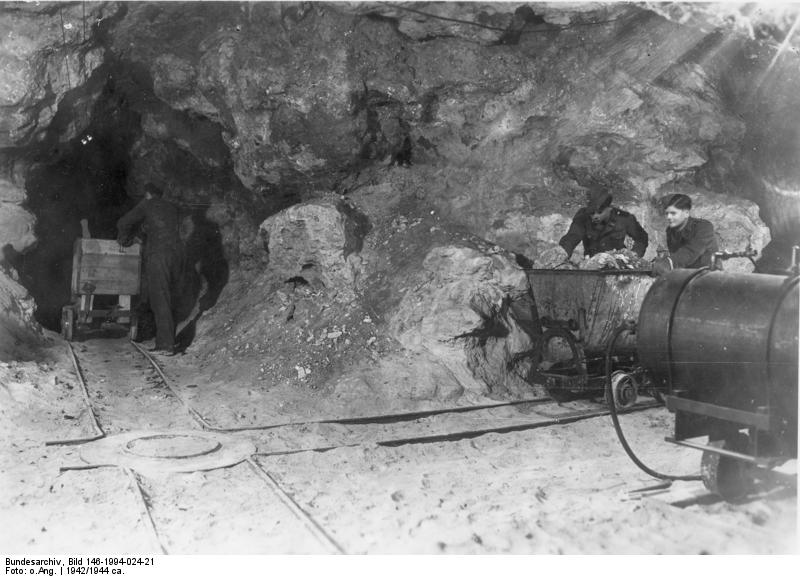
Schanzarbeiten der SS-Karstwehr-Ausbildungskompanie Bernitz, 1942
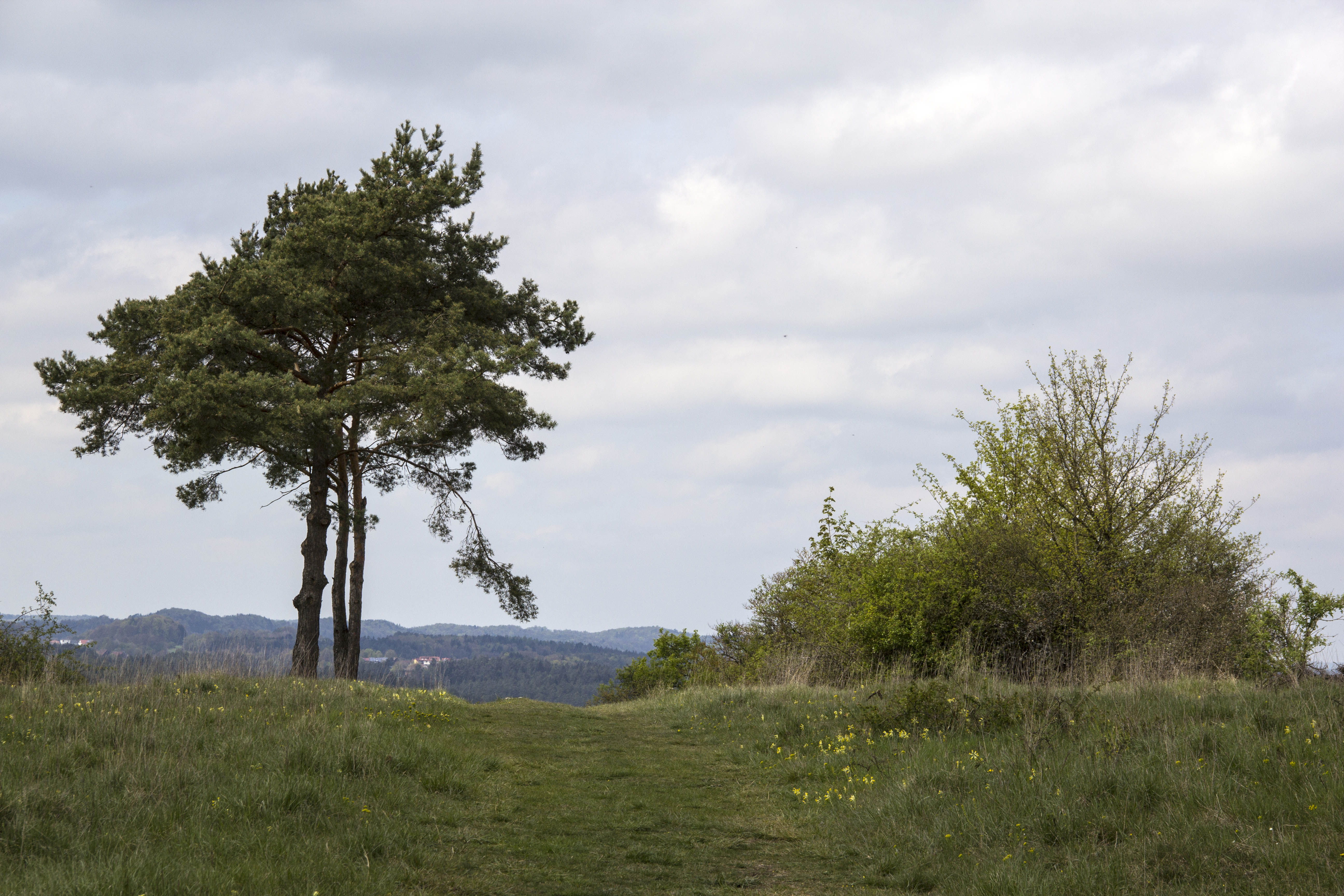
Die Bernitz-Hochebene

Mitte April 1945 geriet das Lager von Süden her unter Beschuss amerikanischer Streitkräfte, wobei ein polnischer Sanitäter tödlich verletzt wurde. Die SS-Mannschaften flohen. Die Gefangenen kamen frei und setzten sich zunächst in Richtung Nürnberg hin in Bewegung, kehrten jedoch nach etlichen Stunden zum Lager zurück und plünderten zunächst zusammen mit Ortsansässigen die Anlagen auf der Bernitz, wobei sie auch Waffen erbeuteten.
Im Nachgang wurde der örtliche Gendarmeriemeister verhaftet und verbrachte einige Monate in einem Internierungslager; seine Familie beging unterdessen Selbstmord aus Verzweiflung.
Einige der ehemaligen Lagerinsassen verblieben auch nach Kriegsende am Ort und gründeten bspw. in Pottenstein und Pegnitz eine neue Existenz.

## Heute
Flora und Fauna haben die Bernitzhöhe längst für sich zurückerobert. Das Gelände ist ganzjährig frei zugänglich und als Landschaftsschutzgebiet Fränkische Schweiz – Veldensteiner Forst im Regierungsbezirk Oberfranken ausgewiesen.
Von den ehemaligen Lagereinrichtungen ist heute nichts mehr zu sehen. Es gibt keine Gedenkstätte; eine Erinnerungstafel nahe bei der Teufelshöhle in Gedenken an Hans Brand wurde 1961 kontrovers diskutiert und anschließend wieder entfernt. Lediglich die Mager-Scheune in Pottenstein ist noch heute erhalten und steht unter Objekt-Nr.: D-4-72-179-108 Denkmalschutz. Es finden sporadisch Informationsabende zu der Geschichte der ehemaligen Einrichtungen auf der Bernitz, deren Inventar und der Umgegend statt.